# Generalgouverneur Koreas

Siegel des Korea-Generalgouverneurs

Der Generalgouverneur Koreas (朝鮮總督, reformierte Schreibung 朝鮮総督, jap. Chōsen sōtoku, kor. Joseon chongdok) war während der japanischen Besetzung zwischen 1910 und 1945 der Hauptverwalter Koreas. Der Sitz der Kolonialregierung (朝鮮総督府, Chōsen sōtokufu) war das Generalgouverneursamtsgebäude (朝鮮総督府庁舎, Chōsen sōtokufu chōsha), das 1926 fertiggestellt wurde.

## Geschichte
Nach der Annexion Koreas durch Japan im Jahre 1910 wurde das Amt des einheimischen Gouverneurs durch das des Generalgouverneurs ersetzt. Die Position war  einzigartig in den äußeren Besitztümern Japans, da der Generalgouverneur die Generalvollmacht über Korea innehatte und die Position des Generalgouverneurs auch die gerichtliche Aufsicht und einige legislative Befugnisse umfasste. Jedoch  hatte der Generalgouverneur keine Befehlsgewalt über die Kaiserliche Japanische Armee oder die kaiserlichen japanischen Marineeinheiten, die in Korea stationiert waren. Angesichts der Befugnisse und der Verantwortungsfülle des Amtes wurden nur hochrangige Generäle der japanischen Armee für das Amt des Generalgouverneurs (mit der einzigen Ausnahme des pensionierten Admirals Saitō Makoto) ausgewählt.
Nach der japanischen Niederlage im Zweiten Weltkrieg wurde die koreanische Halbinsel von der Demokratischen Volksrepublik Korea und der Republik Korea verwaltet. Das Gebäude des Generalgouverneurs wurde während der Amtszeit des südkoreanischen Präsidenten Kim Yong-Sam am 15. August 1995 vollständig abgerissen.

### Premierminister Japans
Vier Personen, die den Posten des Generalgouverneurs von Korea innehatten, hatten auch das Amt des japanischen Premierministers inne. Drei, Terauchi Masatake, Saitō Makoto und Koiso Kuniaki, waren Generalgouverneure, bevor sie Premierminister wurden. Einer, Abe Nobuyuki, war Premierminister vor seiner Ernennung zum Generalgouverneur.

## Gouverneure Koreas während der Japanischen Besetzung
Von 1906 bis 1910 wurde das koreanische Reich zu einem Protektorat Japans. Japan wurde durch einen japanischen Gouverneur im koreanischen Reich (韓國統監, modern: 韓国統監, Kankoku tōkan) repräsentiert.
1. Prinz Itō Hirobumi (1905–1909)
2. Vizegraf Sone Arasuke (1909)
3. General Vizegraf Terauchi Masatake (1909–1910)

## Generalgouverneure
Nach der Annexion Koreas durch Japan wurde 1910 das Amt des Gouverneurs durch das des Generalgouverneurs ersetzt.
1. Graf Terauchi Masatake (1910–1916)
2. Marschall Graf Hasegawa Yoshimichi (1916–1919)
3. Admiral Vizegraf Saitō Makoto (1919–1927)
4. General Ugaki Kazushige (1927)
5. General Yamanashi Hanzō (1927–1929)
6. Admiral Vizegraf Saitō Makoto (2. Amtszeit, 1929–1931)
7. General Ugaki Kazushige (2. Amtszeit, 1931–1936)
8. General Minami Jirō (1936–1942)
9. General Koiso Kuniaki (1942–1944)
10. General Abe Nobuyuki (1944–1945)